# Calorophus
Calorophus là một chi thực vật có hoa trong họ Restionaceae.